# Phỉ Ngã Tư Tồn
Phỉ Ngã Tư Tồn (tiếng Trung: 匪我思存; bính âm: Fěi wǒ sī cún) tên thật là Ngải Tinh Tinh (tiếng Trung: 艾晶晶; bính âm: Ài Jīng Jīng, sinh ngày 26 tháng 12 năm 1978), một nhà văn nữ thuộc dòng văn học hiện đại người Trung Quốc.
Cô là tác giả của 20 cuốn tiểu thuyết, trong đó có 11 tác phẩm đang được chuyển thể thành các dự án điện ảnh. Hiện nay, đã có 3 tiểu thuyết và một truyện ngắn của cô được dựng thành phim truyền hình. Năm 2005, tiểu thuyết đầu tay xuất bản mà tác giả lấy bút danh Tư Tồn và đã nhận được một khoản nhuận bút nhỏ.
Các bút danh trước đây của cô là Tư Tồn và Phí Tiểu Tồn.

## Tiểu sử
Phỉ Ngã Tư Tồn là một câu thơ cổ trong Kinh Thi (Xuất kỳ đông môn – Trịnh Phong). "Phỉ" là không phải, "Ngã" là ta, "Tư" là nhớ nhung hoặc là suy nghĩ, được dịch nghĩa là "Tôi vẫn ở đây mà anh đã ở bên kia chân trời."
Sinh ra tại thành phố Vũ Hán, tỉnh Hồ Bắc, Phỉ Ngã Tư Tồn nổi lên từ một tác giả internet. Các tác phẩm của cô được yêu thích và luôn giữ kỉ lục bán ra trong giới đồng nghiệp. Cô khá khép kín và ít khi trả lời các cuộc phỏng vấn. Cô có hơn 20 quyển sách đã được xuất bản và nhiều tác phẩm trong số đó đã được chuyển thể thành phim truyền hình.
Phong cách tiểu thuyết đặc trưng của cô là bi kịch tình yêu. Tác phẩm của cô từng đăng tại nhiều tạp chí nổi tiếng ở Trung Quốc.

## Sách đã xuất bản
| Tên sách                                                            | Tên gốc                  | Thể loại     | Năm xuất bản | Phim |
| ------------------------------------------------------------------- | ------------------------ | ------------ | ------------ | ---- |
| Gấm rách                                                            | 裂锦                     | Tiểu thuyết  |              |      |
| Sân không vắng vẻ tàn xuân (Tịch mịch không đình xuân dục vãn)      | 寂寞空庭春欲晚           | Tiểu thuyết  |              | ☑    |
| Không kịp nói yêu em                                                | 来不及说我爱你           | Tiểu thuyết  |              | ☑    |
| Nếu phút giây này anh không gặp em                                  | 如果这一秒，我没有遇见你 | Tiểu thuyết  |              | ☑    |
| Hẹn đẹp như mơ (Giai kỳ như mộng)                                   | 佳期如梦                 | Tiểu thuyết  |              | ☑    |
| Trăng lạnh như sương                                                | 冷月如霜                 | Tiểu thuyết  |              |      |
| Đương thời minh nguyệt tại                                          | 当时明月在               | Tập đoản văn |              |      |
| Hương hàn                                                           | 香寒                     | Tiểu thuyết  |              |      |
| Giai kỳ như mộng–Đời này kiếp này                                   | 佳期如梦之今生今世       | Tiểu thuyết  |              |      |
| Giai kỳ như mộng–Hải thượng phồn hoa                                | 佳期如梦之海上繁花       | Tiểu thuyết  |              | ☑    |
| Hoa đào năm ngoái còn cười gió xuân (Đào hoa y cựu tiếu xuân phong) | 桃花依旧笑春风           | Tập đoản văn |              |      |
| Cảnh năm biết bao lâu                                               | 景年知几时               | Tiểu thuyết  |              |      |
| Thiên sơn mộ tuyết                                                  | 千山暮雪                 | Tiểu thuyết  |              | ☑    |
| Đông cung                                                           | 东宫                     | Tiểu thuyết  |              | ☑    |
| Hoa nhan                                                            | 花颜                     | Tập đoản văn |              |      |
| Minh mị                                                             | 明媚                     | Tập đoản văn |              |      |
| Tinh quang thôi xán                                                 | 星光璀璨                 | Tiểu thuyết  |              |      |
| Mê vụ vi thành                                                      | 迷雾围城                 | Tiểu thuyết  |              | ☑    |
| Thời gian đẹp nhất là khi yêu em                                    | 爱你是最好的时光         | Tiểu thuyết  |              | ☑    |
| Công tắc tình yêu                                                   | 爱情的开关               | Tiểu thuyết  |              | ☑    |
| Cửa hàng đồ cổ                                                      | 古董杂货店               | Tiểu thuyết  |              |      |
| Nợ em một đời hạnh phúc                                             | 今生你欠我幸福           | Tiểu thuyết  |              | ☑    |
| Đừng nhắc em nhớ lại                                                | 邹小姐寻找爱情           | Tiểu thuyết  |              |      |
| Sao trên trời rất xa, sao của anh thật gần                          | 爱如繁星                 | Tiểu thuyết  |              |      |